# 해동초등학교 어두분교
해동초등학교 어두분교는 대한민국 전라남도 완도군 약산면 약산로 1020(해동리)에 있었던 초등학교 분교이다.

## 연혁
- 일자미상 해동국민학교 어두분교 설립 인가
- 1965년 11월 18일 어두분교장 개교
- 1967년 4월 1일 도서벽지학교 '을'급 지정
- 1986년 1월 1일 도서벽지학교 '다'급 조정
- 1996년 3월 1일 해동초등학교 어두분교 개편
- 1999년 3월 1일 폐교 및 해동초등학교 통폐합